# Temple e Tamtam
Temple e Tamtam (風船少女テンプルちゃん?, Fūsen shōjo Tenpuru-chan, Fūsen shōjo Temple-chan, lett. "Temple-chan la ragazza della mongolfiera") è una serie televisiva animata giapponese prodotta da Tatsunoko. Si tratta di una delle ultime opere della case di produzione accreditate a Tatsuo Yoshida, morto prematuramente nel settembre 1977, ha voluto dare il nome di Temple alla bambina protagonista - bionda e coi capelli ricci - ispirandosi a Shirley Temple, tanto che nella versione francese sarà denominata proprio Shirley.

## Trama
Temple è un'adorabile bambina appassionata di musica più che di ogni altra cosa. Allontanatasi un giorno dai genitori in seguito a un viaggio su di un pallone aerostatico nel bel mezzo d'un'improvvisa tempesta, incontra poi il ragazzo suonatore di tamburo di nome Tamtam e la sua bizzarra banda musicale composta esclusivamente da animali. Temple si unirà a questo originale gruppo per ritrovare la via di casa e per scoprire infine l'amore con l'amico batterista.

## Personaggi
- Temple Farmer:

bionda e coi capelli ricci, è un'adorabile bambina amante della musica e della danza più d'ogni altra cosa. Indossa un vestitino da majorette rosso ed ama volteggiare il suo testimone. Accompagnata dalla banda itinerante dell'amico Tam-Tam viaggia per le strade del mondo nel tentativo di ritrovare la via di casa.
Proveniente da una famiglia benestante risulta essere inizialmente un po' viziata, ma maturerà molto durante la sua avventura.
- Tamtam:

un ragazzino suonatore di tamburo. Inizialmente lavorava per una compagnia il cui capo lo sfruttava, ma riesce presto a fuggire con l'aiuto di Temple, diventando così il suo fedele compagno di viaggio: verso la fine della storia sboccerà un sentimento nuovo tra di loro.
- Madre di Temple (nome originale Marie Farmer)
- Padre di Temple (nome originale Jimmy Farmer)
- Ghettianatra (nome originale Gappe):

un'anatra che usa il proprio becco come fosse una tromba
- Ciuppitopo (nome originale Chuppi):

un topolino che suona il flauto.
- Dodo (nome originale Dora):

un gatto che utilizza i baffi come fossero uno strumento a corda.
- Fatti (nome originale Fuwatto):

un ragazzo-nuvoletta che può modificare il suo corpo in forme simili a vari strumenti musicali, tra cui pianoforte, tromba e cimbali.
- Capo:

il padrone sfruttatore di Tam-Tam. Ha due scagnozzi senza nome alle proprie dipendenze.
- Scagnozzi

## Doppiaggio
Il doppiaggio italiano è a cura delle Edizioni Miguel sotto la direzione di Antonia Forlani.
| Personaggi      | Doppiatori originali | Doppiatori italiani |
| --------------- | -------------------- | ------------------- |
| Temple          | Kumiko Takizawa      | Laura Boccanera     |
| Tamtam          | Noriko Tsukase       | Ilaria Stagni       |
| Madre di Temple | Keiko Tomochika      | Antonia Forlani     |
| Padre di Temple | Ryūji Nakagi         |                     |
| Ghettianatra    | Kaneta Kimotsuki     | Sandro Pellegrini   |
| Ciuppitopo      | Yōko Yano            | Rita Baldini        |
| Dodo            | Ken'ichi Ogata       | Massimo Dapporto    |
| Fatti           | Yūko Hisamatsu       | Fabio Boccanera     |
| Capo            | Masao Imanishi       |                     |
| Scagnozzo 1     | Masanobu Ōkuba       |                     |
| Scagnozzo 2     | Ryūji Nakagi         |                     |
| Narratrice      | Ikuko Tani           |                     |

## Sigle

### Giapponesi
La sigla di apertura originale è Bokura wa tabi no ongakutai (ぼくらは旅の音楽隊? "Noi siamo una banda itinerante") e quella di chiusura è Fūsen shōjo Temple-chan (風船少女テンプルちゃん?, Fūsen shōjo Tenpuru-chan, "Temple-chan la ragazza della mongolfiera"). Entrambe le canzoni sono interpretate da Kumiko Ōsugi e dagli Young Fresh e hanno i testi di Toshio Oka e la musica e l'arrangiamento di Nobuyoshi Koshibe.

### Italiana
La sigla italiana, dal titolo Temple e Tamtam, è stata incisa dai Tam Tam (pseudonimo de I piccoli cantori di Milano), e pubblicata come singolo insieme a Erba fresca, canzone dedicata alla serie. Il testo della sigla è di Andrea Lo Vecchio e la musica e l'arrangiamento di Detto Mariano.

## Episodi
| Nº | Titolo italiano Giapponese 「Kanji」 - Rōmaji                                | In onda          | In onda |
| Nº | Titolo italiano Giapponese 「Kanji」 - Rōmaji                                | Giapponese       |         |
| 1  | La mongolfiera vagabonda 「まよいご 風船」 - Mayoigo fūsen                   | 1º ottobre 1977  |         |
| 2  | L'amicizia sotto la pioggia 「雨の中の 友情」 - Ame no naka no yūjō          | 8 ottobre 1977   |         |
| 3  | La ricerca dello zafferano 「サフランの 詩(うた)」 - Safuran no uta          | 15 ottobre 1977  |         |
| 4  | La canzone del barcaiolo 「ゴンドラの 舟唄」 - Gondora no fune uta           | 22 ottobre 1977  |         |
| 5  | La foresta del lupo 「オオカミの 森」 - Ookami no mori                       | 29 ottobre 1977  |         |
| 6  | Il cartello misterioso 「夢の若草村」 - Yume no wakakusa mura                | 5 novembre 1977  |         |
| 7  | La musica è sentimento 「タクトよ心を つなげ」 - Takuto yo kokoro wo tsunage | 12 novembre 1977 |         |
| 8  | La piccola violinista 「バイオリンの 少女」 - Baiorin no shōjo               | 19 novembre 1977 |         |
| 9  | Ritmo 「夢を結ぶ リズム」 - Yume wo musubu rizumu                            | 26 novembre 1977 |         |
| 10 | La banda musicale 「はらぺこ 音楽隊」 - Harapeko ongakutai                   | 3 dicembre 1977  |         |
| 11 | Doro in amore 「ドーラの 恋」 - Doura no koi                                 | 10 dicembre 1977 |         |
| 12 | Temple in ostaggio 「人質になった テンプル」 - Hitojichi ni natta Tenpuru    | 17 dicembre 1977 |         |
| 13 | La marcia dei ragazzi 「ピヨピヨ 行進曲」 - Piyopiyo kōshinkyoku             | 24 dicembre 1977 |         |
| 14 | Il pallone di Samy 「サミーの 風船」 - Samii no fūsen                        | 31 dicembre 1977 |         |
| 15 | Temple diventa mamma 「ママになった テンプル」 - Mama ni natta Tenpuru       | 7 gennaio 1978   |         |
| 16 | Rosanna la bimba capricciosa 「泣きむしロザンナ」 - Nakimushi Rozanna        | 14 gennaio 1978  |         |
| 17 | Una giornata senza fine 「ジプシーの うらない」 - Jipushii no uranai         | 21 gennaio 1978  |         |
| 18 | L'isola 「さくら貝の 少女」 - Sakura kai no shōjo                            | 28 gennaio 1978  |         |
| 19 | L'uccello migratore 「天使像の渡り鳥」 - Tenshi zō no wataridori             | 4 febbraio 1978  |         |
| 20 | L'uomo volante 「空飛ぶ人間」 - Kūhibu ningen                                | 11 febbraio 1978 |         |
| 21 | La madre, il bambino e la neve 「雪山の親子」 - Yuki yama no oyako           | 18 febbraio 1978 |         |
| 22 | Il piccolo delfino 「チビッコイルカの海」 - Chibikkoiruka no umi             | 25 febbraio 1978 |         |
| 23 | Il viaggio in treno 「汽車に乗ったテンプル」 - Kisha ni jōtta Tenpuru        | 4 marzo 1978     |         |
| 24 | I fuochi d'artificio 「テンプルの花火」 - Tenpuru no hanabi                  | 11 marzo 1978    |         |
| 25 | La strada giusta? 「ふたりの道しるべ」 - Futari no michi shirube             | 18 marzo 1978    |         |
| 26 | Il ritorno a casa 「若草村のパパとママ」 - Wakakusa mura no papa to mama     | 25 marzo 1978    |         |